# Шахтоуправління «Кіровське»
ДВАТ "Шахтоуправління «Кіровське». ДП "Шахта «Кіровська». Входить до ДХК «Жовтеньвугілля».
Фактичний видобуток 1990/1302 т/добу (1990/1999). Максимальна глибина 550 м (1990—1999). Протяжність підземних виробок 89,5/83,4 км (1990/1999). У 1990/1999 розробляла відповідно пласти l3, l4 та k5, k7 потужністю 0,74-1,70 м, кути падіння до 5-33°.
Пласт k5 небезпечний щодо раптових викидів вугілля і газу. Кількість очисних вибоїв 11/7, підготовчих 32/26 (1990/1999).
Кількість працюючих: 3768/3039 осіб, в тому числі підземних 2270/2083 осіб (1990/1999).
Адреса: 86300, м. Кіровське, Донецької обл.